# Ernst Lampe
Emil Hermann Ernst Lampe (* 21. Juni 1886 in Berlin; † 14. September 1968 in Blaubeuren) war ein deutscher Pädagoge und Mathematiker.

## Leben
Lampe wurde als Sohn des königlich preußischen Eisenbahnbeamten Joh. Carl Ferd. Ernst Lampe und seiner Frau Lilly in Berlin geboren. Nachdem die Familie wegen Dienststellen-Versetzungen des Vaters mehrmals den Wohnort wechselte, bestand Ernst Lampe schließlich 1905 in Halle (Saale) die Reifeprüfung und immatrikulierte sich anschließend an der Friedrich-Wilhelms-Universität Berlin, wo er im Rahmen des Studienganges „Lehramt an höheren Schulen“ Mathematik und Physik studierte.
Im Frühjahr 1907 bestand er die Turnlehrerprüfung und im Juli 1910 erlangte er die Lehrbefähigung in Physik sowie der angewandten und reinen Mathematik, woraufhin er bereits im August und September desselben Jahres als Vertretung am Erfurter Realgymnasium tätig war. Im Oktober trat er schließlich beim Hallenser Füsilier-Regiment Nr. 36 seinen einjährigen Militärdienst an. Nach dieser Zeit war von 1911 bis 1912 Seminarlehrer am Königlichen Gymnasium sowie am Königlichen Realgymnasium in Erfurt. Von 1912 bis 1913 folgte ein Probejahr am Altenburger Friedrichsgymnasium, wobei er gleichzeitig Lehrer und Erzieher des Erbprinzen Georg Moritz von Sachsen-Altenburg war. Dem folgte im Oktober 1913 die erste Festeinstellung am Christans-Gymnasium in Eisenberg.
Während des Ersten Weltkrieges verlor er als Vizefeldwebel durch einen Schrapnellschuss sein rechtes Auge. Nachdem er in der Garnison Altenburg kurzzeitig zur Ausbildung des Truppenersatzes eingesetzt worden war, wurde Lampe schließlich am 1. Januar 1915 für feld- und garnisonsdienstunfähig erklärt und war bis Mai 1915 in Eisenberg wieder kurzzeitig als Lehrer tätig, bevor er für eine etwa dreijährige Tätigkeit als Erzieher am Kadettenhaus zu Naumburg beurlaubt wurde. Hier hatte er den Rang eines Leutnants.
Nach dem Ende des Ersten Weltkriegs wurde Lampe am 1. April 1918 an der Erfurter Städtischen Oberrealschule als Studienrat angestellt und wurde 1924 zum Oberstudienrat befördert. Nachdem Ernst Lampe 1925 Mitglied der Erfurter Freimaurerloge „Carl zu den drei Adlern“ geworden war, welcher er bis 1932 angehörte, wurde er 1926 ordentliches Mitglied der Akademie gemeinnütziger Wissenschaften zu Erfurt.

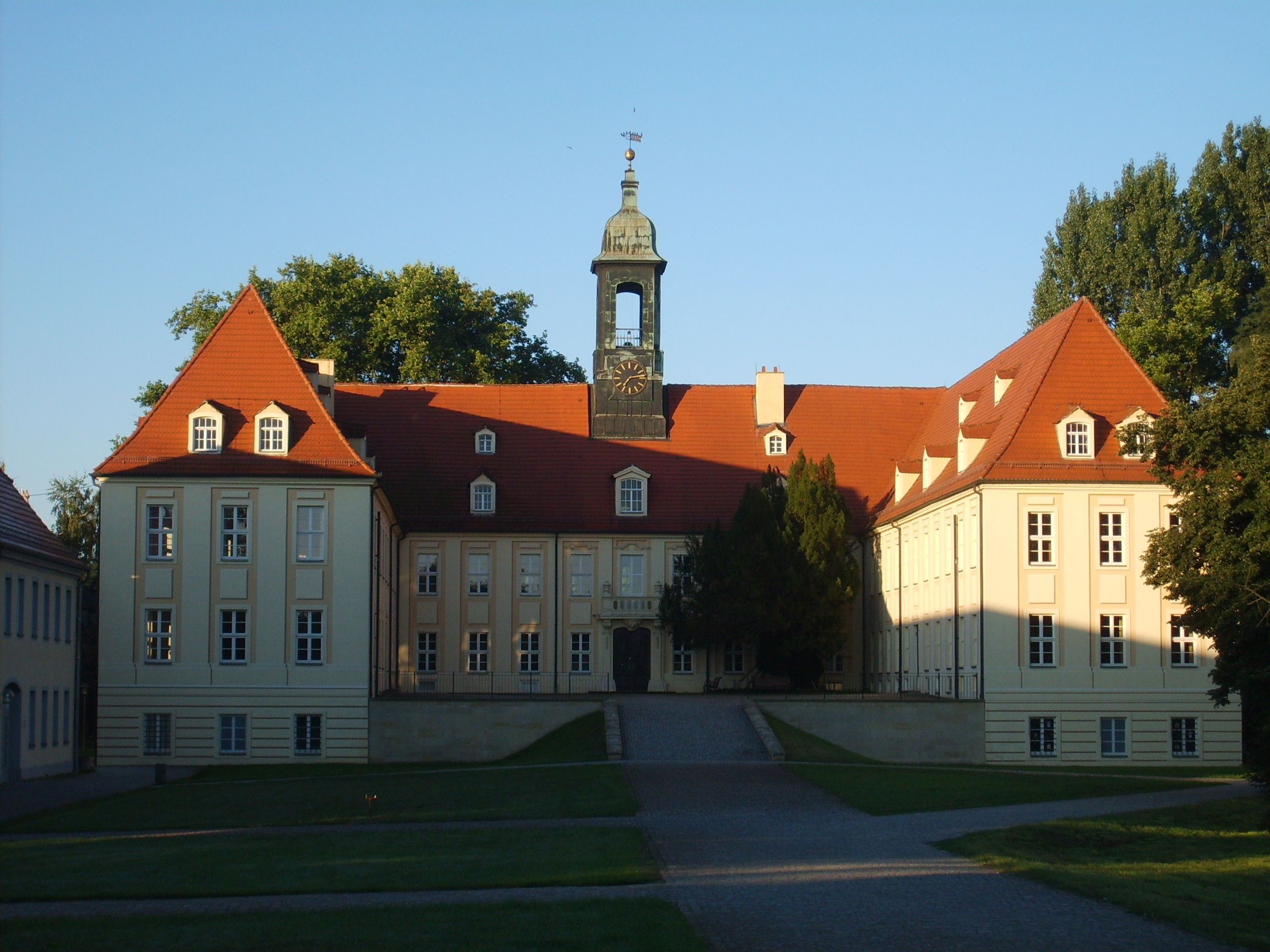
Das Elsterschloss in Elsterwerda

Am 1. April 1927 übernahm Lampe als Studiendirektor die Leitung der staatlichen Oberrealschule im Elsterschloss der südbrandenburgischen Kleinstadt Elsterwerda, welches bis 1926 als Lehrerseminar diente. 1938 wurde die Schule in eine Oberschule umgewandelt und Lampe wurde Oberstudiendirektor.
Nach dem Ende des Zweiten Weltkrieges wurde im Oktober 1945 der Schulbetrieb wieder aufgenommen, welcher durch den Krieg zwischenzeitlich zum Erliegen gekommen war und Ernst Lampe wurde Direktor der Oberschule Elsterwerda, legte aber bereits im Dezember desselben Jahres sein Amt nieder, da seine Frau Margarethe schwer erkrankte und schließlich am 3. Dezember 1945 starb. Von da an war er nur noch als einfacher Lehrer an der Schule tätig. Ab 1946 war er Dozent für das Fach Mathematik des ersten Neulehrerkurses in Bad Liebenwerda. Außerdem war er für das Schulamt als Fachberater für die Oberschule tätig.
Für den Verlag Volk und Wissen arbeitete er ab 1948 als Lektor und war dort für die Bearbeitung von Lehrbüchern und mathematischen Zeitschriften zuständig. Außerdem war er ab 1951 Mitarbeiter der Abteilung „Fernstudium“ im Deutschen Pädagogischen Zentralinstitut und wurde 1954 Mitglied der Redaktionskommission für das Fach Mathematik. 1956 erschien die Zweite Ausgabe seines Buches „Mathematik und Sport“.
Nachdem Ernst Lampe noch bis zum Schuljahr 1959/60 als Lehrer in Elsterwerda tätig war, siedelte er schließlich im Juni 1961 in den Geburtsort seiner zweiten Ehefrau Johanna Blaubeuren in Westdeutschland über, wo er am 14. September 1968 starb.
Seit 2005 ist der Lebenslauf von Ernst Lampe im „Bio-Bibliografischen Handbuch der Akademie gemeinnütziger Wissenschaften zu Erfurt“ erfasst, welches die Daten von etwa 2.300 Persönlichkeiten für die Jahre von 1754 bis 2004 enthält.

## Schriften
- Aus Danzigs schweren Tagen. Schroeder, Bonn 1920.
- Mathematik und Sport. Teubner, Leipzig 1929.
- Mathematik und Wehrsport. Teubner, Leipzig; Berlin 1935.
- Mathematik und Sport. 2. Auflage. Teubner, Leipzig 1956.